# Pentathlon féminin aux Jeux olympiques d'été de 1972
Pour un article plus général, voir Athlétisme aux Jeux olympiques d'été de 1972.
Navigation
Mexico 1968 Montréal 1976
L'épreuve du pentathlon féminin aux Jeux olympiques de 1972 s'est déroulée les 2 et 3 septembre 1972 au Stade olympique de Munich, en République fédérale d'Allemagne. Elle est remportée par la Britannique Mary Peters qui établit un nouveau record du monde avec 4 801 points.

## Résultats
| Rang               | Athlète                  | Pays                 | Points  | 80 m haies | Poids     | Hauteur   | Longueur  | 200 m      |
| ------------------ | ------------------------ | -------------------- | ------- | ---------- | --------- | --------- | --------- | ---------- |
| Médaille d'or      | Mary Peters              | Grande-Bretagne      | 4801 WR | 960 13.29  | 960 16.20 | 1049 1.82 | 902 5.98  | 930 24.08  |
| Médaille d'argent  | Heide Rosendahl          | Allemagne de l'Ouest | 4791    | 953 13.34  | 830 13.86 | 885 1.65  | 1082 6.83 | 1041 22.96 |
| Médaille de bronze | Burglinde Pollak         | Allemagne de l'Est   | 4768    | 927 13.53  | 952 16.04 | 993 1.76  | 952 6.21  | 944 23.93  |
| 4                  | Christine Bodner         | Allemagne de l'Est   | 4671    | 966 13.25  | 750 12.51 | 993 1.76  | 992 6.40  | 970 23.66  |
| 5                  | Valentina Tikhomirova    | Union soviétique     | 4597    | 895 13.77  | 875 14.64 | 974 1.74  | 939 6.15  | 914 25.25  |
| 6                  | Nedyalka Angelova        | Bulgarie             | 4496    | 886 13.84  | 836 13.96 | 915 1.68  | 975 6.32  | 884 24.58  |
| 7                  | Karen Mack               | Allemagne de l'Ouest | 4449    | 811 14.45  | 844 14.10 | 993 1.76  | 930 611   | 871 24.72  |
| 8                  | Ilona Bruzsenyák         | Hongrie              | 4419    | 911 13.65  | 749 12.48 | 885 1.65  | 969 6.29  | 905 24.35  |
| 9                  | Nadezhda Tkachenko       | Union soviétique     | 4370    | 890 13.81  | 820 13.69 | 885 1.65  | 945 6.18  | 830 25.19  |
| 10                 | Diane Jones              | Canada               | 4349    | 772 14.79  | 898 15.05 | 974 1.74  | 891 5.93  | 814 25.37  |
| 11                 | Đurđa Fočić              | Yougoslavie          | 4332    | 871 13.96  | 755 12.58 | 945 1.71  | 888 5.92  | 873 24.70  |
| 12                 | Margot Eppinger          | Allemagne de l'Ouest | 4313    | 851 14.12  | 762 12.70 | 834 1.60  | 945 6.18  | 921 24.18  |
| 13                 | Ann Wilson               | Grande-Bretagne      | 4279    | 916 13.61  | 647 10.86 | 885 1.65  | 973 6.31  | 858 24.87  |
| 14                 | Modupe Oshikoya          | Nigeria              | 4279    | 871 13.96  | 589 10.00 | 915 1.68  | 965 6.27  | 939 23.98  |
| 15                 | Debbie Van Kiekebelt     | Canada               | 4272    | 818 14.39  | 789 13.16 | 915 1.68  | 902 5.98  | 848 24.98  |
| 16                 | Lyn Tillett              | Australie            | 4258    | 834 14.26  | 685 11.46 | 834 1.60  | 1001 6.44 | 904 24.36  |
| 17                 | Marie-Christine Debourse | France               | 4239    | 862 14.03  | 725 12.10 | 885 1.65  | 910 6.02  | 857 24.88  |
| 18                 | Monika Peikert           | Allemagne de l'Est   | 4232    | 837 14.23  | 846 14.14 | 834 1.60  | 932 6.12  | 783 25.74  |
| 19                 | Gale Fitzgerald          | États-Unis           | 4206    | 809 14.47  | 672 11.25 | 885 1.65  | 900 5.97  | 940 23.97  |
| 20                 | Elena Vintilă            | Roumanie             | 4199    | 858 14.06  | 632 10.64 | 915 1.68  | 965 6.27  | 829 25.20  |
| 21                 | Jane Frederick           | États-Unis           | 4167    | 793 14.60  | 775 12.92 | 974 1.74  | 817 5.60  | 808 25.45  |
| 22                 | Odette Ducas             | France               | 4101    | 799 14.55  | 676 11.32 | 781 1.55  | 947 6.19  | 898 24.42  |
| 23                 | Margit Papp              | Hongrie              | 4074    | 758 14.91  | 789 13.16 | 993 1.76  | 817 560   | 717 26.57  |
| 24                 | Edith Noeding            | Pérou                | 3870    | 836 14.24  | 618 10.43 | 781 1.55  | 736 5.25  | 899 24.21  |
| 25                 | Lucía Vaamonde           | Venezuela            | 3794    | 801 14.53  | 618 10.43 | 726 1.50  | 819 5.61  | 830 25.19  |
| 26                 | Kathrin Lardi            | Suisse               | 3788    | 790 14.63  | 601 10.18 | 834 1.60  | 762 5.36  | 801 25.53  |
| 27                 | Margaret Murphy          | Irlande              | 3770    | 729 15.18  | 627 10.57 | 726 1.50  | 828 5.65  | 860 24.84  |
| 28                 | Lin Chun-Yu              | Taïwan               | 3676    | 750 14.98  | 676 11.31 | 726 1.50  | 750 5.31  | 774 25.86  |
| -                  | Liese Prokop             | Autriche             | DNF     | 852 14.11  | 903 15.14 | 885 1.6   |           |            |
| -                  | Gladys Chai              | Malaisie             | DNF     | 440 18.46  | 363 6.95  | 834 1.60  |           |            |
| -                  | Ruth Martin-Jones        | Grande-Bretagne      | DNS     |            |           |           |           |            |
| -                  | Eva Šuranová             | Tchécoslovaquie      | DNS     |            |           |           |           |            |
| -                  | Marilyn King             | États-Unis           | DNS     |            |           |           |           |            |

## Légende
Records et Performances
- AR : Record continental (area record)
- CR : Record des championnats (championship record)
- MR : Record du meeting (meet record)
- NR : Record national (national record)
- OR : Record olympique (olympic record)
- PR : Record paralympique (paralympic record)
- PB : Record personnel (personal best)
- SB : Meilleure performance personnelle de la saison (season's best)
- WL : Meilleure performance mondiale de l'année (world leader)
- WJR : Record du monde junior (world junior record)
- WR : Record du monde (world record)

Circonstances et Conditions
- DNF : N'a pas terminé (did not finish)
- DNS : N'a pas pris le départ (did not start)
- DQ : Disqualification (disqualification)
- NM : Aucun essai valable enregistré (No Mark)
- Q : Qualifié « directement » au prochain tour (ou à la prochaine compétition), lors d'une compétition majeure, grâce au classement ou à la réalisation des minima (automatic qualifier)
- q : Qualifié au prochain tour (ou à la prochaine compétition), lors d'une compétition majeure, grâce au repêchage ou à la réalisation de l'une des meilleures performances parmi celles des « non qualifiés directement » (grâce au meilleur temps ou à la meilleure distance par exemple) (secondary qualifier)